# Country Blues
《Country Blues》는 미국의 블루스 음악가 라이트닝 홉킨스의 음반으로, 1959년에 녹음되어 트레디션 레코드에서 발매되었다.

## 녹음
| 전문가 평가                           | 전문가 평가 |
| 평가 점수                             | 평가 점수   |
| 출처                                  | 점수        |
| ------------------------------------- | ----------- |
| AllMusic                              | [ 5 ]       |
| The Penguin Guide to Blues Recordings | [ 6 ]       |

올뮤직 리뷰어 커브 코다는 "1959년 단 하나의 마이크 모노 테이프 레코더로 무장한 민속학자 맥 맥코믹은 당시 블루스맨의 스튜디오 노력에서 부족하다고 느꼈던 거친 공연을 잡아내고자 비공식적인 환경에서 홉킨스를 녹음했습니다. 그가 강력하게 성공했다는 것은 라이트닝이 주제, 가사 및 감정을 가장 냉혹한 방식으로 무시하는 방식으로 거의 일상적인 방식으로 15곡의 이 컬렉션에서 입증됩니다. ...여기 그의 요소에 있는 라이트닝이 진정으로 존재하며, 시대의 상업적 오버레이 또는 이후의 어쿠스틱 녹음의 강요된 '포크 블루스' 자세를 제외하고 그의 친구와 자신의 즐거움을 위해 연주합니다. 시작할 곳이 아니라 도중에 방문하기에 정말 좋은 장소입니다."라고 말했다.

## 곡 목록
모든 곡들은 특별한 언급이 없는 한 라이트닝 홉킨스에 의해 작사/작곡하였다.
| #   | 제목                                         | 작사·작곡 | 재생 시간 |
| --- | -------------------------------------------- | --------- | --------- |
| 1.  | 〈Long Time〉                                |           | 1:36      |
| 2.  | 〈Rainy Day Blues〉                          |           | 3:06      |
| 3.  | 〈Baby!〉                                    |           | 3:05      |
| 4.  | 〈Long Gone Like a Turkey Through the Corn〉 |           | 3:41      |
| 5.  | 〈Prison Blues Come Down on Me〉             |           | 3:24      |
| 6.  | 〈Backwater Blues (That Mean Old Twister)〉  |           | 2:45      |
| 7.  | 〈Gonna Pull a Party〉                       |           | 3:38      |
| 8.  | 〈Bluebird, Bluebird〉                       |           | 1:29      |
| 9.  | 〈See See Rider〉                            | 마 레이니 | 3:10      |
| 10. | 〈Worrying My Mind〉                         |           | 3:27      |
| 11. | 〈Til the Gin Gets Here〉                    |           | 1:02      |
| 12. | 〈Bunion Stew〉                              |           | 1:55      |
| 13. | 〈You Got to Work to Get Your Pay〉          |           | 2:30      |
| 14. | 〈You Got to Work to Get Your Pay〉          |           | 2:30      |
| 15. | 〈Hear My Black Dog Bark〉                   |           | 3:49      |